# Rochinia fultoni
Rochinia fultoni is een krabbensoort uit de familie van de Epialtidae. De wetenschappelijke naam van de soort is voor het eerst geldig gepubliceerd in 1905 door Grant.